# システムプリズマ
株式会社システムプリズマは、かつて存在したコンピューターゲームのソフト開発を主業務とする日本の企業。日本一ソフトウェアの子会社で、同社のゲーム作品の別機種への移植を主に行っていた。また、『クラシックダンジョン』などオリジナルタイトルの開発も行っていた。
当初はゲーム開発ではなくビジネス系のシステムソフトやシステム系のソフト開発を行っていた。初めてゲームにかかわったのは、SNKのある対戦格闘ゲームの移植であった。

## 沿革
- 1989年（平成元年）12月 - アトラスシステム株式会社を設立。
- 1992年（平成4年）9月 - 株式会社システムプリズマに商号を変更。
- 2007年（平成19年）9月 - 株式会社日本一ソフトウェアの100%子会社となる。
- 2012年（平成24年） - 日本一ソフトウェアが大阪開発室を設立。当社事業並びに社員を大阪開発室に継承。
- 2016年（平成28年）10月 - 親会社の日本一ソフトウェアに吸収合併し解散[2]。

## 開発タイトル
| 発売年 | タイトル                                   | プラットフォーム     | 備考                    |
| ------ | ------------------------------------------ | -------------------- | ----------------------- |
| 2002年 | 久遠の絆 再臨詔                            | PlayStation 2        | 販売:フォグ             |
| 2003年 | MISSING PARTS sideA the TANTEI STORIES     | PlayStation 2        | 販売:フォグ             |
| 2004年 | MISSING PARTS sideB the TANTEI STORIES     | PlayStation 2        | 販売:フォグ             |
| 2005年 | 風雨来記2                                  | PlayStation 2        | 販売:フォグ             |
| 2006年 | 風雨来記                                   | PlayStation 2        | 販売:フォグ             |
| 2007年 | 雨格子の館                                 | PlayStation 2        | 販売:日本一ソフトウェア |
| 2008年 | 奈落の城 一柳和、2度目の受難               | PlayStation 2        | 販売:日本一ソフトウェア |
| 2008年 | 魔界戦記ディスガイア 魔界の王子と赤い月    | ニンテンドーDS       | 販売:日本一ソフトウェア |
| 2009年 | ファントム・ブレイブWii                    | Wii                  | 販売:日本一ソフトウェア |
| 2009年 | 雨格子の館 PORTABLE 一柳和、最初の受難     | PlayStation Portable | 販売:日本一ソフトウェア |
| 2009年 | 奈落の城 PORTABLE 一柳和、2度目の受難      | PlayStation Portable | 販売:日本一ソフトウェア |
| 2009年 | ダイスダイス◆ファンタジア                  | PlayStation Portable | 販売:ブロッコリー       |
| 2010年 | クラシックダンジョン 〜扶翼の魔装陣〜      | PlayStation Portable | 販売:日本一ソフトウェア |
| 2010年 | 氷の墓標 一柳和、3度目の受難               | PlayStation Portable | 販売:日本一ソフトウェア |
| 2010年 | ファントム・ブレイブ PORTABLE              | PlayStation Portable | 販売:日本一ソフトウェア |
| 2010年 | DOT DEFENSE                                | PlayStation Portable |                         |
| 2011年 | クラシックダンジョンX2                     | PlayStation Portable | 販売:日本一ソフトウェア |
| 2011年 | 次の犠牲者をオシラセシマス（第1巻、第2巻） | PlayStation Portable | 販売:ブーストオン       |
| 2011年 | ファントム・キングダム PORTABLE            | PlayStation Portable | 販売:日本一ソフトウェア |
| 2011年 | 久遠の絆 再臨詔 -Portable-                 | PlayStation Portable | 販売:GN Software        |
| 2012年 | 次の犠牲者をオシラセシマス（最終巻）       | PlayStation Portable | 販売:ブーストオン       |
| 2012年 | かの☆やん 彼女がやんじゃったらどうするの?  | PlayStation Portable |                         |
| 2012年 | 迷宮塔路レガシスタ                         | PlayStation 3        | 販売:日本一ソフトウェア |